# Carlo Bergonzi
Carlo Bergonzi (Vidalenzo di Polesine Parmense, 13 luglio 1924 – Milano, 26 luglio 2014) è stato un tenore italiano, considerato uno dei più autorevoli interpreti del repertorio verdiano.

## Biografia
Figlio unico di Antonio e Amalia Bergonzi, agricoltori e casari, termina gli studi con la quinta elementare. All'età di 16 anni inizia gli studi come baritono al Conservatorio Arrigo Boito di Parma, dove segue i corsi di Ettore Campogalliani con Renata Tebaldi e Aldo Protti. A 19 anni, nel corso della seconda guerra mondiale, arruolato soldato nel 4º Raggruppamento Artiglieria Contraerei a Mantova, è internato in un campo di lavoro forzato in Germania. Al termine del conflitto torna in Italia e riprende gli studi di canto a Brescia con il baritono Edmondo Grandini.

### Gli esordi
In un'intervista rilasciata a una stazione radio americana, Bergonzi indica nel 1947 l'anno del debutto in un piccolo teatro parrocchiale a Varedo, presso Milano, come Figaro ne Il barbiere di Siviglia, cui segue l'esordio, nello stesso ruolo, in un vero teatro a Lecce.
Inizia quindi una carriera prevalentemente di baritono lirico, non di primo piano a causa di un volume limitato. Nel 1949, nel corso di una recita di Madama Butterfly a Livorno, accanto al tenore Galliano Masini, in camerino prova ad emettere il Do acuto che conclude il primo atto, rendendosi conto che le difficoltà che incontra sono dovute a un errore di impostazione vocale. Passa quindi al registro tenorile, studiando in solitudine all'insaputa persino dei familiari aiutato solo da un diapason, e debuttando nel 1951 a Bari in Andrea Chénier.
Nello stesso anno, in occasione delle celebrazioni per il cinquantenario dalla morte di Verdi, viene scritturato dalla Rai per interpretare in radio Giovanna d'Arco, Simon Boccanegra e I due Foscari. Nel 1953 debutta alla Scala, allo Stoll Theatre di Londra e al Teatro Colón di Buenos Aires, nel 1955 negli Stati Uniti, alla Lyric Opera di Chicago, e nel 1956 al Metropolitan Opera di New York.

### La carriera

#### Teatro alla Scala
Il già citato debutto nel 1953 avviene nel ruolo di Mas'Aniello nella prima rappresentazione assoluta dell'omonima opera di Jacopo Napoli. Nel 1955 interpreta La forza del destino e Simon Boccanegra. Ritorna nel 1963 in una nuova produzione di Aida e nel 1964 partecipa alla trasferta della Scala al Teatro Bol'šoj.
Inaugura la stagione scaligera una sola volta nel 1965 con La forza del destino. Nel 1966 dà prova di eclettismo vocale cantando L'elisir d'amore e Il trovatore. Nel 1976, dopo otto anni di assenza, torna in Aida. Nel 1993, a 69 anni, calca per l'ultima volta il palcoscenico scaligero nel recital di arie e canzoni "Omaggio a Carlo Bergonzi".

#### Il Metropolitan di New York
Nel 1956, grazie anche all'interessamento di Mario Del Monaco, che rinuncia a una recita in suo favore, debutta al Metropolitan Opera con Aida. Il famoso collega lo accoglie a New York, assiste alle prove al pianoforte e lo aiuta nel trucco. Il pubblico e la critica gli tributano un autentico trionfo. Il New York Times scrive a tutta pagina: "Forse è arrivato il Radames che sognava Verdi".
Fino al 1983 apparirà regolarmente al Met. Nel 1959 inaugura la stagione con Il trovatore, canta nella prima rappresentazione newyorkese di Macbeth e debutta nella Messa di requiem verdiana diretta da Bruno Walter. Verdi è l'autore più eseguito (Simon Boccanegra Aida, Un ballo in maschera, Rigoletto), ma esegue anche Lucia di Lammermoor (con Maria Callas), La bohème, Tosca, La Gioconda, Norma (con Joan Sutherland e Marilyn Horne). Nel 1970 inaugura nuovamente la stagione con Ernani.
Il 4 dicembre 1981 il Metropolitan organizza il "Bergonzi gala", una serata per celebrare i suoi 25 anni di carriera nel teatro. Nel 1988, a 64 anni, fa il debutto americano in Luisa Miller assieme ad alcuni suoi allievi. Tornerà nel 1996 in occasione delle celebrazioni per il 25º anniversario del debutto di James Levine, raggiungendo così le 324 esibizioni nel teatro newyorkese.

#### Il Covent Garden di Londra
Nel 1962 debutta al Covent Garden di Londra in un'edizione de La forza del destino diretta da Georg Solti, dove interpreta per la prima volta per quel teatro il duetto tra tenore e baritono del terzo atto, generalmente tagliato. Apparirà da allora davanti al pubblico londinese fino al 1985, in particolare: nel 1965 Il trovatore, nel 1971 Un ballo in maschera, Aida e Tosca, nel 1981 L'elisir d'amore e Luisa Miller.
Nel 1992, a 68 anni, si esibisce in un recital nel corso del quale Jeremy Isaacs, all'epoca sovrintendente del Royal Opera House - Covent Garden gli consegna una medaglia commemorativa. L'ultima apparizione londinese è per ritirare il premio "Tenore verdiano del secolo" nel centenario verdiano del 2001, quando si esibisce, alla non verde età di 77 anni, nel duetto de La traviata.

#### L'Opera di Vienna
Debutta alla Wiener Staatsoper nel 1959 in Aida con la direzione di Herbert von Karajan. Nel 1960 canta in Andrea Chénier e Pagliacci. Nel 1961 La bohème, La forza del destino, Un ballo in maschera e Madama Butterfly Nel 1963 Tosca, nel 1973 Il trovatore, nel 1976 Tosca e Aida e nel 1988 Lucia di Lammermoor.
Riguardo alla collaborazione con Herbert von Karajan, iniziata prima in sala d'incisione per Aida, con dichiarazioni di reciproca ammirazione, proseguita per svariati anni in teatro e con un'ulteriore incisione di Cavalleria rusticana e Pagliacci, è da notare che fu proprio il rifiuto di Bergonzi ad interpretare le due opere alla Scala a causare fra i due artisti un'insanabile rottura. A parte una sporadica esecuzione di una Messa di Requiem di Verdi a Salisburgo nel 1970, la loro collaborazione volse al termine.

#### L'Arena di Verona
Pur non essendo dotato di una voce particolarmente potente, è stato uno dei pochissimi cantanti che si potevano udire persino all'esterno del grande anfiteatro. In "Arena" Bergonzi ha interpretato tutti i grandi ruoli verdiani: Radames in Aida dal 1958 per tante edizioni fino al 1974, Manrico ne Il trovatore, Riccardo in Un ballo in maschera, Alfredo ne La traviata, Alvaro ne La forza del destino, ruolo col quale si congedò dal pubblico areniano nel 1975. Si è esibito anche nel repertorio tardo romantico e verista, con La Gioconda, Mefistofele, Pagliacci, Tosca, Cavalleria rusticana.
Tornò nel 1990 per un concerto in memoria di Beniamino Gigli, con la partecipazione di 16 tenori. Nel 2010 venne insignito del primo Oscar Internazionale alla carriera della lirica.

#### Altri teatri
Bergonzi si è esibito più volte al Teatro Colón di Buenos Aires. Gli esordi risalgono al 1953 con Don Carlo, Aida e Tosca, seguiti da Cavalleria rusticana nel 1967, Aida e Il trovatore nel 1968, ancora Tosca nel 1972.
Frequente anche la collaborazione con il Teatro La Fenice di Venezia, dove debutta nel 1957 con Cavalleria rusticana e torna nel 1961 con Aida, mentre nel1965 si esibisce nella Messa di requiem verdiana sotto la direzione di Herbert von Karajan. Nel 1978 interpreta Aida con la direzione di Giuseppe Sinopoli, con il LA3 della frase che chiude il terzo atto tenuto attraversando tutto il palcoscenico, secondo la storica prassi dei tenori dell'Ottocento.
All'Opera di Chicago, dopo l'esordio statunitense del 1955, torna nel 1960 in Aida, nel 1961 in Lucia di Lammermoor, nel 1971 con Tosca e nel 1981 con L'elisir d'amore. Nel 1967 si esibisce alla Nippon Hoso Kyokay di Tokyo in Lucia di Lammermoor e Un ballo in maschera, di cui sono disponibili le riprese televisive..
Ha cantato inoltre in tutti i principali teatri italiani, europei (Barcellona, Berlino, Lisbona, Madrid, Mosca, Parigi, Salisburgo), statunitensi (Filadelfia, San Francisco, San Diego, Miami) e del Sudamerica.

### Il ritiro
Nel 1986 a Busseto, nella piazza dedicata a Giuseppe Verdi, interpreta assieme ad alcuni dei suoi allievi Luisa Miller. Per l'occasione il quotidiano milanese Il Giorno dedica la prima pagina del giornale all'avvenimento. Termina la carriera artistica nel 1995 con una serie di concerti a Vienna, alla Carnegie Hall di New York, alla Scala di Milano e al Theatre de l'Athénée di Parigi.
Il 3 maggio del 2000, alla Carnegie Hall affronta per la prima volta il ruolo di Otello ma, nonostante avesse cantato splendidamente nel corso della prova generale, come testimoniano le registrazioni, al termine del secondo atto un'indisposizione lo costringe ad abbandonare la scena. Successivamente, a parte qualche sporadica esibizione, si dedica esclusivamente all'insegnamento del canto. Suoi allievi sono stati tra gli altri Roberto Aronica, Vincenzo La Scola, Michele Pertusi, Alberto Gazale, Salvatore Licitra, Celso Albelo.
Tra le tante registrazioni di una vasta discografia, è da citare l'incisione nel 1975, primo tenore nella storia, di tutte le trentuno arie per tenore di Verdi, da Oberto, Conte di San Bonifacio a Falstaff.

### Vita privata e morte
Carlo Bergonzi è stato sposato dal 1950 con Adele Aimi, da cui ha avuto due figli, Maurizio (primogenito nato nello stesso giorno del suo debutto come tenore) e Marco. Ha vissuto tra Milano e Busseto. È stato un grande amico di Luciano Pavarotti, dal quale veniva affettuosamente chiamato "il campione" o "il maestro", e di Renata Tebaldi, sua compagna di studi al conservatorio di Parma.
Bergonzi è morto il 26 luglio 2014, all'età di 90 anni, all'Istituto Auxologico di Milano, dove era ricoverato. È sepolto presso la tomba di famiglia nel cimitero di Vidalenzo, nel comune di Polesine Parmense.

## Vocalità e personalità interpretativa
La voce chiara e con inflessioni brunite nel medium, di volume buono, ma non debordante, e sorretta da un'eccellente preparazione tecnica, forse la più raffinata del periodo in ambito tenorile (famoso in particolare il controllo assoluto della respirazione, che consentiva frasi lunghissime senza alcun apparente sforzo), oltre alla dizione estremamente nitida, solo a tratti inficiata da una "esse" strascicata di origine emiliana, e al senso del fraseggio, gli hanno permesso di imporsi al pubblico e alla critica, pur non provvisto di doti naturali propriamente eccezionali. Anche se l'estensione, nel momento di miglior forma vocale, fosse ragguardevole, coprendo la gamma dal LA sotto il rigo fino al RE bemolle sopracuto (Reb4), Paolo Isotta così ne descrive i tratti vocali salienti: Tipico tenore centrale, adatto alla tessitura verdiana, in acuto mantiene la piena capacità della voce fino al Si bemolle, nota che riesce ad attaccare in pianissimo e poi rinforzare come a diminuirla dopo averla attaccata a voce piena . Approssimativamente dalla seconda metà degli anni settanta gli acuti hanno iniziato a indurirsi, con tendenza a intonazione calante, mentre il registro centrale è rimasto pressoché intatto fino al ritiro. L'interpretazione nasceva dalla stretta unione della tecnica vocale con la fantasia dell'accento, senza il ricorso ad artifizi quali l'accentuazione dell'articolazione della parola, il parlato o altri effetti gratuiti. Elvio Giudici definisce Bergonzi: "....il più artista dei tenori del dopoguerra".
Il repertorio ha variato da ruoli di tenore lirico e di grazia (Nemorino), a quelli di tenore lirico-spinto (Des Grieux, Il Principe Ignoto, Enzo Grimaldo), tuttavia la fama e la carriera sono dovute principalmente all'interpretazione delle opere verdiane. Oltre a rispettarne scrupolosamente la scrittura, Bergonzi sapeva infondere alla pagina verdiana un accento sempre ampio, vibrante e in sintonia con il momento psicologico del personaggio, riuscendo, rifacendosi scrupolosamente alle indicazioni scritte da Verdi, ad evidenziare aspetti inediti o dimenticati di molteplici personaggi (Manrico che esegue i trilli, la chiusa di Celeste Aida in diminuendo e il finale dell'opera cantato in pianissimo, la ripresa dell'aria Ma se m'è forza perderti). Numerosi sono stati anche i titoli del primo Verdi, di frequente affrontati in importanti riprese: Giovanna d'Arco, I due Foscari, Ernani, Il corsaro, I Lombardi alla prima crociata e, solo in disco, Oberto, Conte di San Bonifacio e I masnadieri.

## Musica leggera
Nel 1967 Bergonzi incise per la RCA Italiana un 33 giri di canzoni italiane, con l'accompagnamento dell'orchestra diretta da Roberto Negri; sorprendentemente volle inserirvi alcuni dei successi di quel periodo o degli anni immediatamente precedenti, come L'immensità di Don Backy, Il mondo di Jimmy Fontana e Se non avessi più te di Gianni Morandi. Nel disco appare anche una canzone che Carlo Bergonzi scrisse ai tempi della lunga prigionia in Germania, intitolata "Alla mamma", orchestrata da Roberto Negri.

## Premi e riconoscimenti
- Disco d'oro, La rosa d'oro, Sagittario d'oro, Ghirlandina d'oro, Medaglia d'oro dell'Associazione generale dello spettacolo, Premio Caruso
- Premio "Verdi d'Oro - Città di Busseto" 1972
- Premio Cappelli 1983
- Gramophone's Lifetime Achievement Award del 2000 con la motivazione: "Principe tra i tenori, miglior tenore verdiano del secolo".
- Lifetime Achievement Award del Midem (Marché International du Disque et de l'Edition Musicale) del 2009.[8]
- Oscar della Lirica alla carriera dell'Arena di Verona (Golden Opera Award 2010)
- Premio "Una vita nella musica - Artur Rubinstein" 2010 alla Fenice di Venezia
- Commendatore, Grand'ufficiale e Cavaliere di Gran Croce della Repubblica Italiana
- Iscrizione ai "Grandi di Milano" nel Pantheon della città presso il famedio del Cimitero Monumentale

## Repertorio
| Ruolo                   | Titolo                         | Autore      |
| ----------------------- | ------------------------------ | ----------- |
| Pollione                | Norma                          | Bellini     |
| Faust                   | Mefistofele                    | Boito       |
| Walter                  | Loreley                        | Catalani    |
| Giuseppe Hagenbach      | La Wally                       | Catalani    |
| Maurizio di Sassonia    | Adriana Lecouvreur             | Cilea       |
| Nemorino                | L'elisir d'amore               | Donizetti   |
| Edgardo Ravenswood      | Lucia di Lammermoor            | Donizetti   |
| Andrea Chénier          | Andrea Chénier                 | Giordano    |
| Laca Klemen             | Jenůfa                         | Janáček     |
| Canio                   | Pagliacci                      | Leoncavallo |
| Turiddu                 | Cavalleria rusticana           | Mascagni    |
| Werther                 | Werther                        | Massenet    |
| Nerone                  | L'incoronazione di Poppea      | Monteverdi  |
| Enzo Grimaldo           | La Gioconda                    | Ponchielli  |
| Edgar                   | Edgar                          | Puccini     |
| Renato Des Grieux       | Manon Lescaut                  | Puccini     |
| Rodolfo                 | La bohème                      | Puccini     |
| Mario Cavaradossi       | Tosca                          | Puccini     |
| F. B. Pinkerton         | Madama Butterfly               | Puccini     |
| Calaf                   | Turandot                       | Puccini     |
| Riccardo di Salinguerra | Oberto, Conte di San Bonifacio | Verdi       |
| Oronte                  | I Lombardi alla prima crociata | Verdi       |
| Ernani                  | Ernani                         | Verdi       |
| Jacopo Foscari          | I due Foscari                  | Verdi       |
| Carlo VII               | Giovanna d'Arco                | Verdi       |
| Foresto                 | Attila                         | Verdi       |
| Macduff                 | Macbeth                        | Verdi       |
| Carlo                   | I masnadieri                   | Verdi       |
| Corrado                 | Il corsaro                     | Verdi       |
| Rodolfo                 | Luisa Miller                   | Verdi       |
| Duca di Mantova         | Rigoletto                      | Verdi       |
| Manrico                 | Il trovatore                   | Verdi       |
| Alfredo Germont         | La traviata                    | Verdi       |
| Gabriele Adorno         | Simon Boccanegra               | Verdi       |
| Riccardo                | Un ballo in maschera           | Verdi       |
| Don Alvaro              | La forza del destino           | Verdi       |
| Don Carlo               | Don Carlo                      | Verdi       |
| Radames                 | Aida                           | Verdi       |
| Otello                  | Otello                         | Verdi       |

## Discografia

### Incisioni in studio

#### Opere complete
| Anno | Titolo Ruolo                                 | Cast                                                                                  | Direttore                   | Etichetta           |
| ---- | -------------------------------------------- | ------------------------------------------------------------------------------------- | --------------------------- | ------------------- |
| 1951 | Simon Boccanegra Gabriele Adorno             | Paolo Silveri, Antonietta Stella, Mario Petri                                         | Francesco Molinari-Pradelli | Cetra               |
|      | Pagliacci Canio                              | Carla Gavazzi, Carlo Tagliabue, Marcello Rossi                                        | Alfredo Simonetto           | Cetra               |
| 1958 | Madama Butterfly F. B. Pinkerton             | Renata Tebaldi, Enzo Sordello, Fiorenza Cossotto                                      | Tullio Serafin              | Decca               |
| 1959 | La bohème Rodolfo                            | Renata Tebaldi, Ettore Bastianini, Gianna D'Angelo, Cesare Siepi                      | Tullio Serafin              | Decca               |
|      | Aida Radames                                 | Renata Tebaldi, Giulietta Simionato, Cornell MacNeil                                  | Herbert von Karajan         | Decca               |
|      | Macbeth Macduff                              | Leonard Warren, Leonie Rysanek, Jerome Hines                                          | Erich Leinsdorf             | RCA                 |
| 1961 | Un ballo in maschera Riccardo                | Birgit Nilsson, Cornell MacNeil, Giulietta Simionato                                  | Georg Solti                 | Decca               |
| 1962 | La traviata Alfredo Germont                  | Joan Sutherland, Robert Merrill                                                       | John Pritchard              | Decca               |
|      | Il trovatore Manrico                         | Antonietta Stella, Ettore Bastianini, Fiorenza Cossotto                               | Tullio Serafin              | DG                  |
| 1964 | Rigoletto Il duca di Mantova                 | Dietrich Fischer-Dieskau, Renata Scotto, Ivo Vinco, Fiorenza Cossotto                 | Rafael Kubelík              | DG                  |
|      | Tosca Mario Cavaradossi                      | Maria Callas, Tito Gobbi                                                              | Georges Prêtre              | EMI                 |
|      | Messa di requiem                             | Birgit Nilsson, Ezio Flagello, Lili Chookasian                                        | Erich Leinsdorf             | RCA                 |
| 1965 | Cavalleria rusticana/Pagliacci Turiddu/Canio | Fiorenza Cossotto, Joan Carlyle, Giuseppe Taddei, Rolando Panerai, Giangiacomo Guelfi | Herbert von Karajan         | DG                  |
|      | Don Carlo                                    | Nicolaj Ghiaurov, Renata Tebaldi, Dietrich Fischer-Dieskau, Grace Bumbry              | Georg Solti                 | Decca               |
|      | Luisa Miller Rodolfo                         | Anna Moffo, Cornell MacNeil, Shirley Verrett                                          | Fausto Cleva                | RCA                 |
| 1966 | Un ballo in maschera Riccardo                | Leontyne Price, Robert Merrill, Shirley Verrett                                       | Erich Leinsdorf             | RCA                 |
|      | Lucia di Lammermoor Edgardo Ravenswood       | Anna Moffo, Mario Sereni, Ezio Flagello                                               | Georges Prêtre              | RCA                 |
|      | Madama Butterfly F. B. Pinkerton             | Renata Scotto, Rolando Panerai, Anna Di Stasio                                        | John Barbirolli             | EMI                 |
| 1967 | Ernani                                       | Leontyne Price, Mario Sereni, Ezio Flagello                                           | Thomas Schippers            | RCA                 |
|      | La Gioconda Enzo Grimaldo                    | Renata Tebaldi, Robert Merrill, Marilyn Horne, Nikola Gjuzelev                        | Lamberto Gardelli           | Decca               |
|      | La traviata Alfredo Germont                  | Montserrat Caballé, Sherrill Milnes                                                   | Georges Prêtre              | RCA                 |
| 1969 | La forza del destino Don Alvaro              | Martina Arroyo, Piero Cappuccilli, Ruggero Raimondi                                   | Lamberto Gardelli           | EMI                 |
| 1970 | Lucia di Lammermoor Edgardo Ravenswood       | Beverly Sills, Piero Cappuccilli, Justino Diaz                                        | Thomas Schippers            | Westminster Records |
| 1972 | Attila Foresto                               | Ruggero Raimondi, Cristina Deutekom, Sherrill Milnes                                  | Lamberto Gardelli           | Philips Records     |
| 1974 | I masnadieri Carlo Moor                      | Montserrat Caballé, Piero Cappuccilli, Ruggero Raimondi                               | Lamberto Gardelli           | Philips Records     |
| 1983 | Oberto, Conte di San Bonifacio Riccardo      | Rolando Panerai, Ghena Dimitrova                                                      | Lamberto Gardelli           | Orfeo               |
| 1988 | Adriana Lecouvreur Maurizio di Sassonia      | Joan Sutherland, Leo Nucci, Cleopatra Ciurca                                          | Richard Bonynge             | Decca               |

#### Brani singoli
- Ah sì ben mio, Celeste Aida, Quando le sere al placido, Oh tu che in seno agli angeli, Ma se m'è forza perderti, Recondita armonia, E lucevan le stelle, Donna non vidi mai, Oh paradiso, Come un bel dì di maggio, La dolcissima effigie, L'anima ho stanca - Decca 1957
- Le 31 arie per tenore di Verdi - Philips 1974
- Carlo Bergonzi-Dietrich Fischer Dieskau: Famous Duets - 1982 Orfeo
- Bergonzi - Italian Songs - Carlo Bergonzi/John Wustman, 1977/1978 SONY BMG

### Registrazioni dal vivo
- I due Foscari, con Giangiacomo Guelfi, Maria Vitale, dir. Carlo Maria Giulini - RAI 1951
- Giovanna d'Arco, con Renata Tebaldi, Rolando Panerai, dir. Alfredo Simonetto - RAI 1951
- L'incoronazione di Poppea, con Oralia Domínguez, Rolando Panerai, Mario Petri, dir. Nino Sanzogno - RAI 1954
- Il trovatore (selez.), con Anita Cerquetti, Giangiacomo Guelfi, Jean Madeira, dir. Rocco Guadagno - Buenos Aires 1957
- La bohème, con Licia Albanese, Mario Sereni, Laurel Hurley, Norman Scott, dir. Thomas Schippers - Met 1958
- Tosca, con Eleanor Steber, George London, dir. Kurt Adler - Met 1959
- Messa di requiem, con Zinka Milanov, Rosalind Elias, Giorgio Tozzi, dir. Bruno Walter - New York 1959
- Andrea Chenier, con Zinka Milanov, Ettore Bastianini, dir. Fausto Cleva - Met 1960
- Manon Lescaut, con Dorothy Kirsten, Mario Sereni, Salvatore Baccaloni, dir. Fausto Cleva - Met 1960
- Il trovatore, con Antonietta Stella, Ettore Bastianini, Giulietta Simionato, dir. Fausto Cleva - Met 1960
- Simon Boccanegra, con Frank Guarrera, Giorgio Tozzi, Zinka Milanov, dir. Dimitri Mitropoulos - Met 1960
- Un ballo in maschera, con Leyla Gencer, Mario Zanasi, Adriana Lazzarini, dir. Oliviero De Fabritiis - Bologna 1961
- Ernani, con Leontyne Price, Cornell MacNeil, Giorgio Tozzi, dir. Thomas Schippers - Met 1962
- Pagliacci, con Raina Kabaivanska, Mario Sereni, Norman Mittelman, dir. Fausto Cleva - Met 1962
- Macbeth, con Anselmo Colzani, Leonie Rysanek, Giorgio Tozzi, dir. Joseph Rosenstock - Met 1962
- Aida, con Leontyne Price, Rita Gorr, Mario Sereni, dir. Georg Solti - Met 1963
- Rigoletto, con Cornell MacNeil, Gianna D'Angelo, dir. Nello Santi - Met 1964
- La forza del destino, con Ilva Ligabue, Piero Cappuccilli, Nicolai Ghiaurov, Giulietta Simionato, dir. Gianandrea Gavazzeni -La Scala 1965
- La Gioconda, con Renata Tebaldi, Cornell MacNeil, Fiorenza Cossotto, Bonaldo Giaiotti, dir. Fausto Cleva - Met 1968
- Norma, con Joan Sutherland, Marilyn Horne, Cesare Siepi, dir. Richard Bonynge - Met 1970
- La traviata, con Renata Scotto, Mario Zanasi, dir. Eliahu Inbal - Verona 1970
- Il mito dell'opera: Carlo Bergonzi - brani 1958-1974 - Bongiovanni

## Videografia
- La bohème (atto III, dir. Leonard Bernstein) in Omnibus, New York 1958
- Aida, Verona 1966
- Il trovatore, RAI 1966
- Un ballo in maschera, Tokyo 1967
- Lucia di Lammermoor, Tokyo 1967
- L'elisir d'amore, Firenze 1967
- Aida, Tokio 1973
- Concerto di Lugano - 1981
- Il giovane Toscanini, il tenore Tobia Bertini in Celeste Aida - 1988
- James Levine gala (Quando le sere al placido) - 1996

## Documentari
- Carlo Bergonzi tenore verdiano del secolo di Mauro Biondini, con Carlo Bergonzi, Leo Nucci, Raina Kabaivanska, Magda Olivero - 2009

## Colonne sonore
La voce di Carlo Bergonzi è stata utilizzata da diversi musicisti e registi a commento dei loro film. Tra essi vanno ricordati:
- Son of Rambow - Il figlio di Rambo (Son of Rambow) ("E lucevan le stelle" da Tosca) - 2007
- In fuga per la liberta' - (La boheme) - 2001
- Un detective... particolare (Madama Butterfly) - 1989
- Stregata dalla luna (La bohème) - 1987
- Aria (Un ballo in maschera) - 1987
- Mona Lisa ("Bimba dagli occhi pieni di malia" da Madama Butterfly) - 1986
- Giochi di fuoco (Il trovatore) - 1975
- Il giovane Toscanini (Aida)-1988